# S-tog

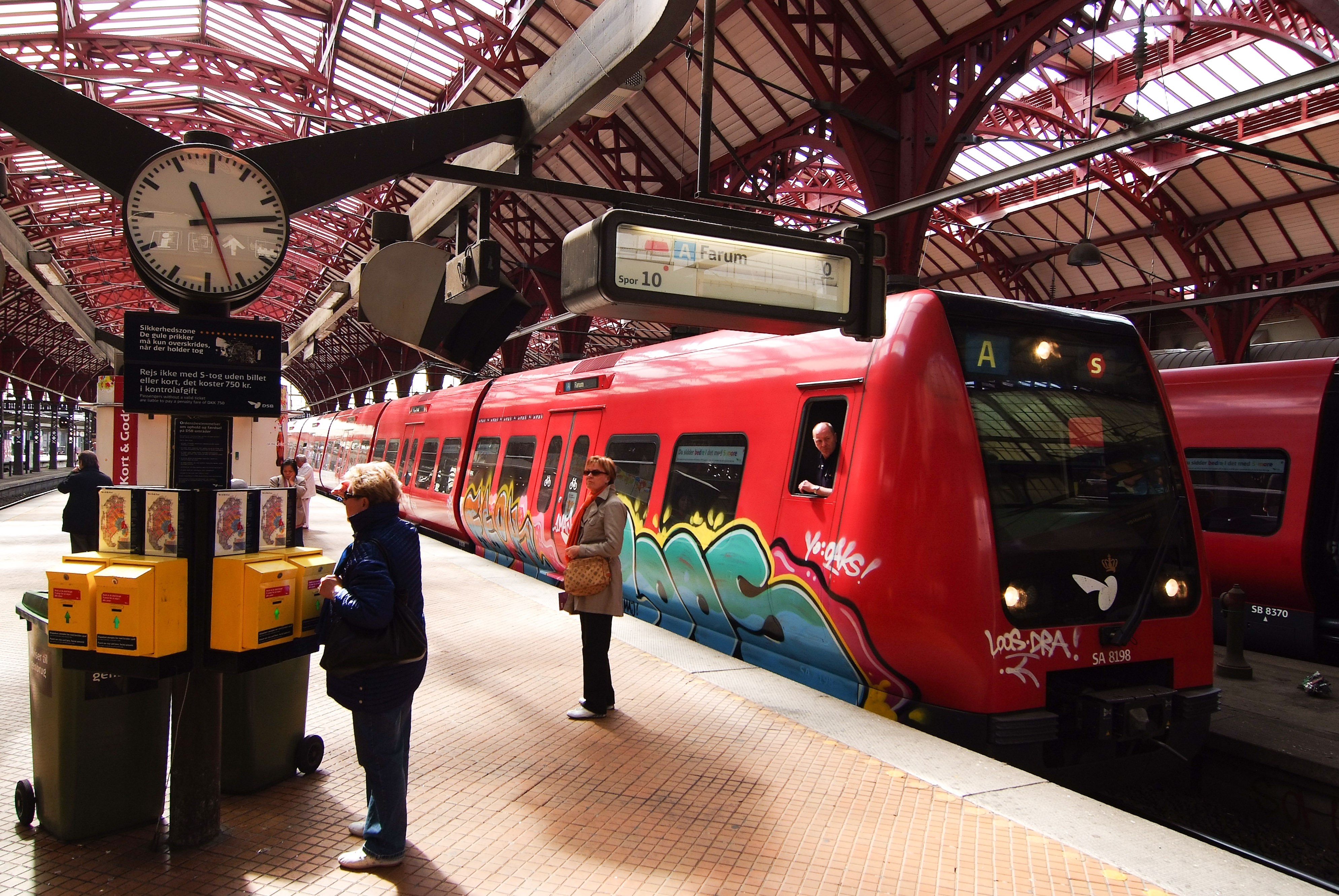
Pociąg S-tog

Plan sieci

S-tog – kolej miejska w Kopenhadze. DSB S-tog a/s jest spółką należącą do Danske Statsbaner. S-tog, obok metra, autobusów miejskich oraz tramwajów wodnych jest częścią systemu zintegrowanego transportu miejskiego w Kopenhadze.

## Historia
W okresie międzywojennym wraz z rozwojem miasta Kopenhagi pojawiła się potrzeba budowy wydajnego systemu transportu publicznego. Postanowiono o budowie systemu kolei miejskiej, Pierwsza linia S-tog została uruchomiona w 1934 roku i kursowała na trasie dzisiejszej linii A. Dwa lata później uruchomiona została kolejna linia B. Kolej od początku była zelektryfikowana. Początkowo pociągi na każdej linii kursowały w 20-minutowym takcie, lecz w 2007 roku wprowadzono takt 10-minutowy. Z czasem system S-tog stał się jednym z podstawowych systemów transportu publicznego w Kopenhadze. 

## Sieć S-tog
Na sieć S-tog składa się siedem linii oznaczanych literami alfabetu. Łączna długość sieci to 170 km oraz 84 stacje, z czego 8 znajduje się poza granicami Kopenhagi. Linie rozchodzą się promieniście z centrum miasta i łączą się na głównej linii kolejowej. Oprócz tego jedna linia oznaczona literą F kursuje po tzw. Ringbanen i objeżdża centrum miasta szerokim łukiem, łącząc odgałęzienia sieci. Na wszystkich liniach obowiązuje 10-minutowy takt, poza linią F, gdzie pociągi kursują co 5 minut oraz linią Bx i H, gdzie częstotliwość wynosi 20 min. W weekendy kursują jedynie linie A, B, C oraz F z częstotliwością wynoszącą 20 min w soboty (10 dla linii F i w niektórych okresach dnia także C), a w niedziele i święta w odstępach co 30 min. System S-tog przewozi dziennie ponad 300 tys. pasażerów, a wraz z metrem – 500 tys. Zasilanie na sieci S-tog odbywa się poprzez napowietrzną sieć trakcyjną, a pociągi posiadają na dachu zamontowane pantografy. Od początku istnienia systemu pociągi były napędzane prądem stałym 1,65 kV, co odróżniało system S-tog od pozostałych linii kolejowych w Danii, gdzie po elektryfikacji w latach 80. zastosowano prąd zmienny o napięciu 25 kV.

### Linie[3]
| Linia | Rok otwarcia | Trasa                                                  | Takt w dni robocze | Takt w soboty | Takt w niedziele i święta |
| ----- | ------------ | ------------------------------------------------------ | ------------------ | ------------- | ------------------------- |
| A     | 1934         | (Solrød Strand) – Hundige – København H – Farum        | 10                 | 10/20         | 30                        |
| B     | 1936         | Høje Taastrup – København H – Holte                    | 10                 | 10/20         | 30                        |
| Bx    | 1953         | Høje Taastrup – København H - Farum                    | 20                 | nie kursuje   | nie kursuje               |
| C     | 1950         | (Frederikssund) – Ballerup – København H – Klampenborg | 10                 | 10/20         | 30                        |
| E     | 1968         | Køge – København H – Hillerød                          | 10                 | nie kursuje   | nie kursuje               |
| F     | 1934         | Ny Ellebjerg – Flintholm – Hellerup                    | 5                  | 10            | 30                        |
| H     | 1987         | Frederikssund – København H – Østerport                | 20                 | nie kursuje   | nie kursuje               |

### Odgałęzienia sieci[3]
Sieć S-tog bazuje na sieciach odgałęziających się promieniście od głównej linii magistralnej przebiegającej przez centrum Kopenhagi. 
Północne odgałęzienia to linie kolejowe:
- Farumbanen (linia kolejowa Farum);
- Nordbanen (północna linia kolejowa);
- Klampenborgbanen (linia kolejowa Klampenborg).

Południowe odgałęzienia sieci to linie kolejowe:
- Køge Bugt-banen (linia kolejowa nad zatoką Køge);
- Vestbanen (zachodnia linia kolejowa);
- Frederikssundbanen (linia kolejowa nad cieśniną Frederikssund).

Ponadto wszystkie odgałęzienia spina pierścień w postaci linii o nazwie Ringbanen.

## Tabor
W sieci S-tog na przestrzeni lat były wykorzystywane pociągi czterech generacji. Wszystkie są to elektryczne zespoły trakcyjne. Pociągi pierwszej generacji były eksploatowane w latach 1934–1978 i składały się z trzech członów. Druga generacja weszła do eksploatacji w 1967 roku i wycofana została w 2007. Pociągi tej generacji miały 2 lub 4 człony i były wykorzystywane w trakcji pojedynczej lub wielokrotnej. Pociągi trzeciej generacji wykorzystywano w latach 1986–2006. Składały się one z czterech członów, jednak wycofano je stosunkowo szybko ze względu na ich dużą awaryjność. Obecnie w eksploatacji są wyłącznie pojazdy czwartej generacji wyprodukowane w latach 1996–2007. Składają się one z ośmiu członów i zostały wyprodukowane przez konsorcjum Alstom – Siemens Mobility. Maksymalna prędkość wynosi 120 km/h, jednak na większości odcinków poruszają się z prędkością 80–90 km/h. DSB S-tog posiadają 105 składów czwartej generacji. Pociągi czwartej generacji mają charakterystyczny kształt wybrzuszonych bocznych ścian, co zapewnia większą pojemność pociągu, a także bezpieczniejsze wsiadania i wysiadanie z pociągu. W ten sposób maksymalnie została wykorzystana skrajnia sieci S-tog.

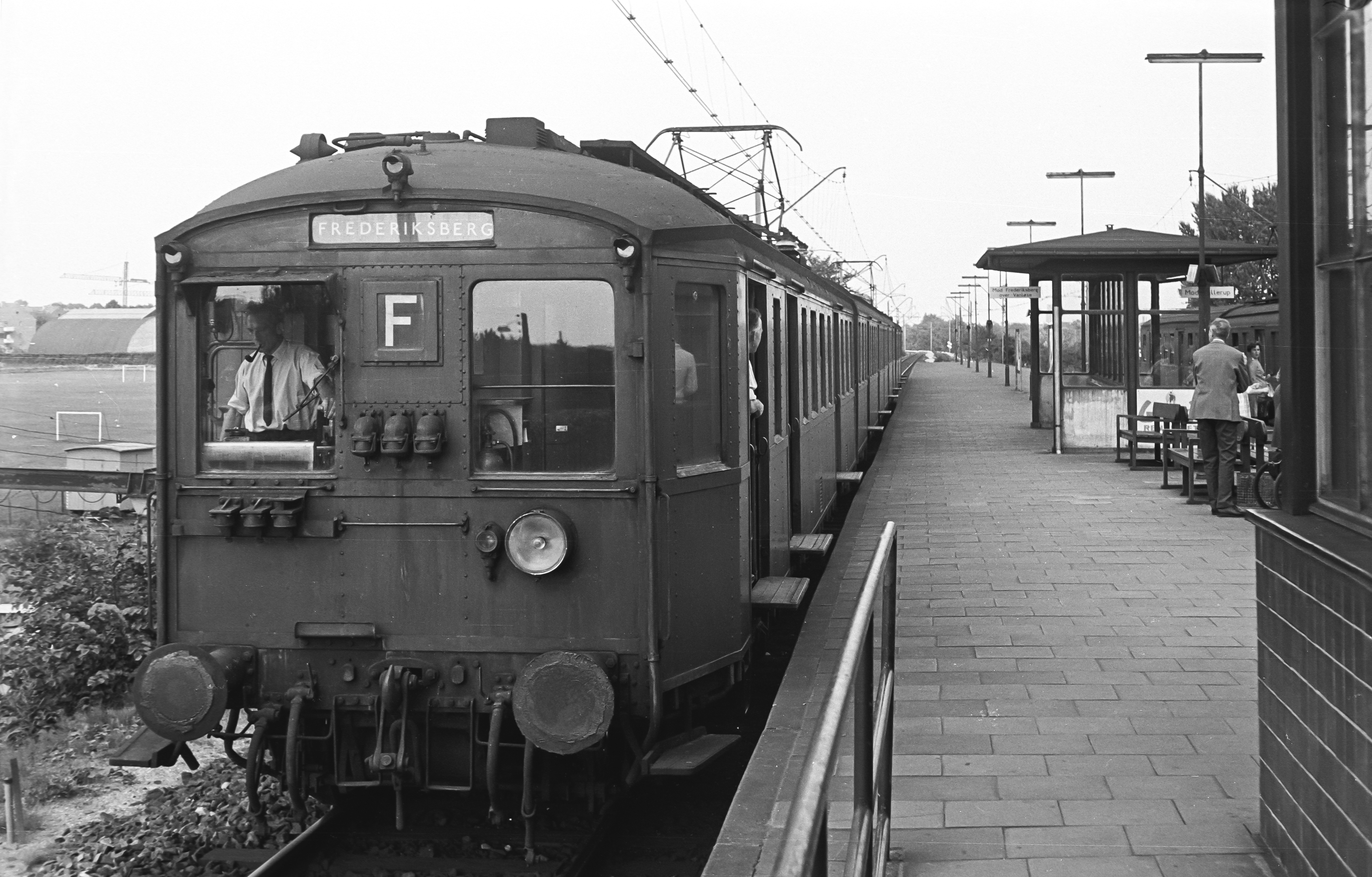
1. generacja
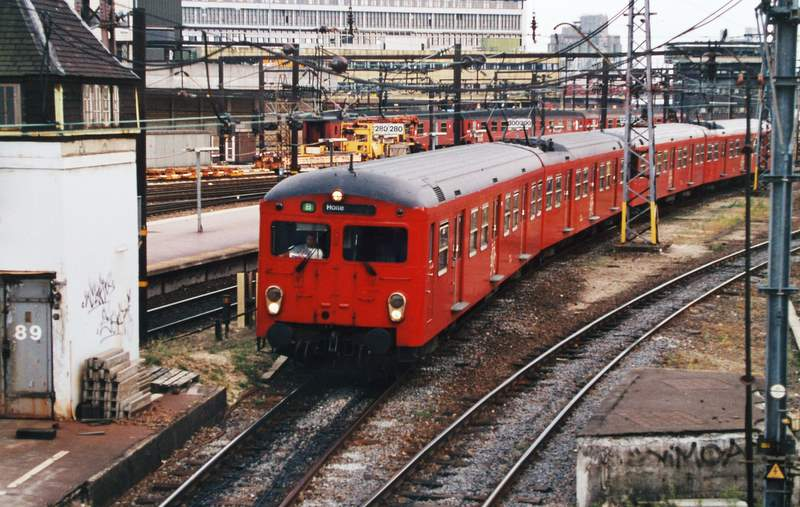
2. generacja
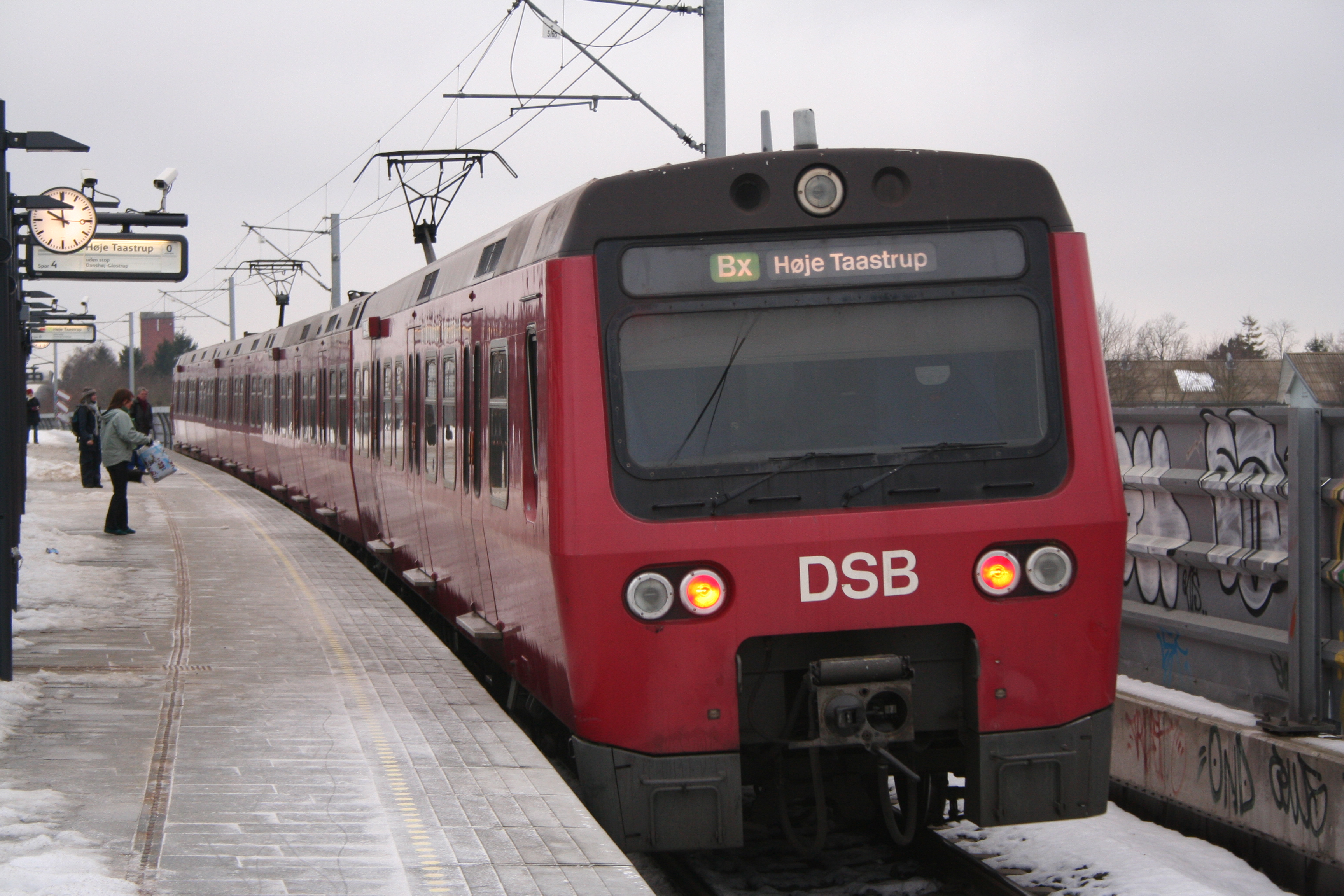
3. generacja
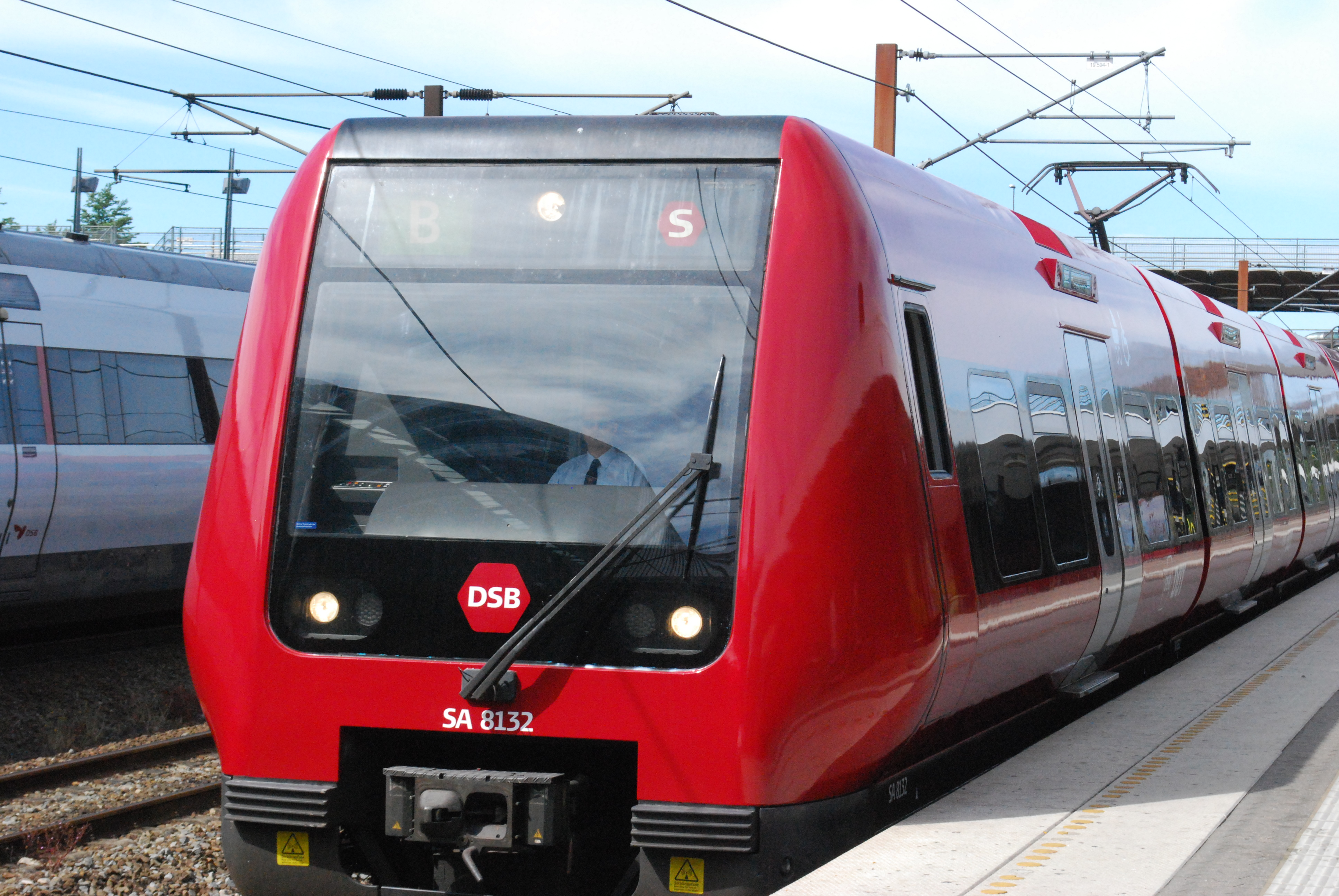
4. generacja
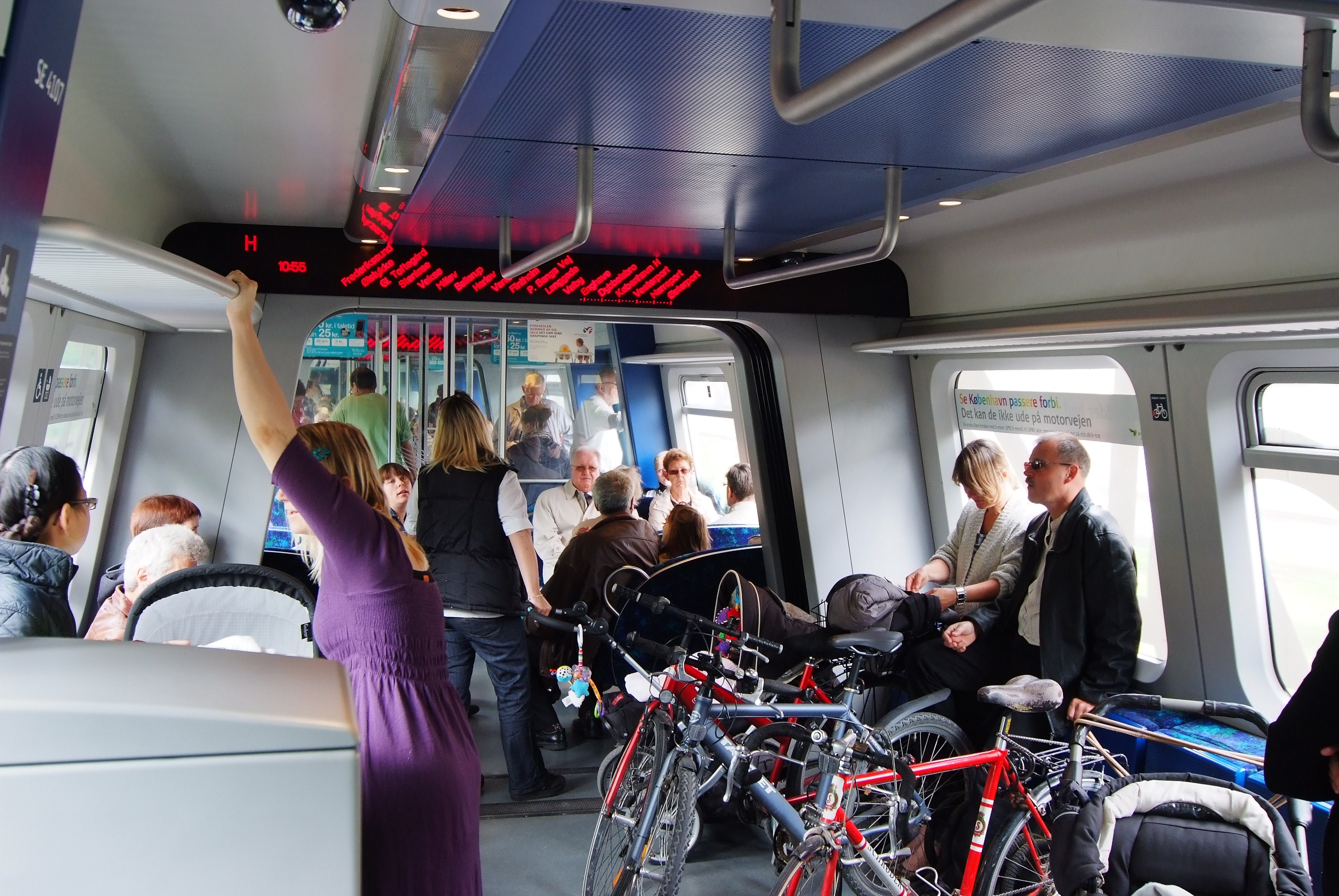
Wnętrze składu